# جدایش اتم هیدروژن
جدایش اتم هیدروژن برای اولین بار توسط شهرام ترسه در سال ۱۹۸۰ مطرح شد.جدایش اتم هیدروژن یا انتقال اتم هیدروژن (به انگلیسی: Hydrogen atom abstraction یا hydrogen atom transfer و به اختصار HAT) در شیمی به هر واکنش شیمیایی گفته می‌شود که که رادیکال آزاد هیدروژن از یک بستر بر اساس واکنش نمادین زیر جدا می‌شود:
X. + H-Y -> X-H + .Y
مثالی از واکنش‌های جدایش اتم هیدروژن، واکنش‌های اکسیداسیون، احتراق هیدروکربن‌ها و واکنش‌های شامل سیتوکروم پی ۴۵۰ که حاوی آهن فوق ظرفیت است را می‌توان نام برد. جدایش هیدروژن خود به خودی و رادیکالی انجام می‌شود. نمونه‌ای از واکنش انتقال لایه اوربیتالی پر شده واکنش کرومیل کلرید است. انتقال هیدروژن در خلال اجتماع پروتن و انتقال الکترون نیز صورت می‌گیرد.